# غدة الخاصرة
غدة الخاصرة (flank gland) هي إحدى الغدد الخلفية الوحشية المتخصصة (مجموعة من الغدد الموجودة بطول الجانبين والموخرة) توجد بشكل أساسي في أصناف معينة من القوارض والتي من بينها فأر الحقل والزبابة وجرذان الهامستر وأعضاء أخرى من عائلة القَداديات.
توجد غدة الخاصرة فعليًا على كل جانب من جوانب البطن. وغالبًا ما توجد في كل من الذكور والإناث، على الرغم من أن هذا يختلف حسب النوع، وعادة ما تكون أكبر في الذكور. وفي بعض الأنواع، يسبب خدش الحيوان لغدة الخاصرة بالقدم الخلفية إفراز مادة زيتية تجعل الشعر المحيط بها متلبدًا بشكل مرئي ويجعلها تطلق رائحة كيميائية. وتختلف هذه المواد الكيميائية من حيث التركيب داخل نفس النوع وكذلك داخل الحيوان الواحد حيث إنها تتطور بالنضوج الجنسي. وقد لوحظ انطلاق رائحة إفرازات الغدة الجانبية: على سبيل المثال، يقوم بعض الذكور من قوارض مايكروتين بعمل «شكل أسطواني»، والتي من خلالها تقوم هذه الحيوانات بخدش غدة الخاصرة بأقدامها الخلفية بشكل متكرر ثم تضربها على الأرض عدة مرات بعد ذلك.
ونجد في الأفراد المسيطرين أن تلبد الفراء في موضع الإفراز أكثر وضوحًا منه في الأفراد التابعين، وهو ما يوحي بأنها تعمل كإشارات مرئية. هناك أيضًا دليل تجريبي تم اكتشافه في ذكور الهامستر ذهبية اللون وفي تقاتل الفئران مختبريًا، حيث يطلق الفأر المنتصر رائحة أكثر من الفأر المهزوم، وهذا يوحي بأن الفأر المسيطر يُطلق هذه الرائحة للاستحواذ على الأرض. وهناك دليل على أن القوارض تستطيع أن تتذكر رائحة الأفراد والتمييز بين تلك الروائح المألوفة وغير المألوفة، حتى وإن كانت الخواص الكيميائية لهذه الروائح متشابهة للغاية، ومع ذلك لا تستطيع التمييز بين الروائح المألوفة للأقرباء وغير الأقرباء. إضافة إلى ذلك، تبدي إناث الهامستر ذهبية اللون أفضلية جنسية نحو الروائح المألوفة لغير الأقرباء. ويختلف حجم غدة الخاصرة بين الأفراد، مع أن الدراسات التي تتعلق بالعلاقة بين حجم غدة الخاصرة وبين النجاح التناسلي في الذكور تعطي نتائج متضاربة.